# Anthony Di Lallo
Anthony Di Lallo (Hoei, 14 september 1988) is een Belgische voetballer. 
Hij speelde per 2009/10 voor Fortuna Sittard, waar hij een contract voor twee jaar tekende. Hij kwam bij zijn vorige club MVV niet meer in de plannen voor. In juli 2011 tekende hij bij de Belgische club KSV Roeselare een contract van twee jaar (met optie van één jaar). Zijn jeugdopleiding doorliep hij bij Standard en KRC Genk. 

## Statistieken
| Seizoen         | Club              | Competitie      | Competitie | Competitie | Beker | Beker | Totaal | Totaal |
| Seizoen         | Club              | Competitie      | Wed.       | Dlp.       | Wed.  | Dlp.  | Wed.   | Dlp.   |
| --------------- | ----------------- | --------------- | ---------- | ---------- | ----- | ----- | ------ | ------ |
| 2006-2007       | MVV               | Eerste divisie  | 24         | 2          | 0     | 0     | 24     | 2      |
| 2007-2008       | MVV               | Eerste divisie  | 35         | 3          | 0     | 0     | 35     | 2      |
| 2008-2009       | MVV               | Eerste divisie  | 23         | 3          | 0     | 0     | 23     | 3      |
| 2009-2010       | Fortuna Sittard   | Eerste divisie  | 29         | 3          | 0     | 0     | 29     | 3      |
| 2010-2011       | Fortuna Sittard   | Eerste divisie  | 33         | 3          | 1     | 0     | 34     | 3      |
| 2011-2012       | KSV Roeselare     | Tweede klasse   | 26         | 13         | 2     | 0     | 28     | 13     |
| 2012-2013       | KSV Roeselare     | Tweede klasse   | 30         | 4          | 0     | 0     | 30     | 4      |
| 2013-2014       | KSV Roeselare     | Tweede klasse   | 33         | 11         | 2     | 1     | 35     | 12     |
| 2014-2015       | Antwerp FC        | Tweede klasse   | 25         | 1          | 2     | 0     | 27     | 1      |
| 2015-2016       | Antwerp FC        | Tweede klasse   | 1          | 0          | 0     | 0     | 1      | 0      |
| 2015-2016       | → RAA Louviéroise | Derde klasse A  | 0          | 0          | 0     | 0     | 0      | 0      |
| Carrière totaal | Carrière totaal   | Carrière totaal | 259        | 43         | 7     | 1     | 266    | 44     |